# Мереживне зачеплення

Мереживний вузол (−2,3,7) має два правобічних скручення в першому Сплетіння (математика), три лівобічних скручення в другому і сім лівобічних скручень у третьому.

В теорії вузлів мереживне зачеплення — це особливий вид зачеплення. Мереживні зачеплення, що є також вузлом (тобто зачепленням з однією компонентою), називається мереживним вузлом.
У стандартній проєкції мереживне зачеплення {\displaystyle (p_{1},\,p_{2},\dots ,\,p_{n})} має {\displaystyle p_{1}} лівобічних скручень у першому сплетенні, {\displaystyle p_{2}} у другому і, в загальному випадку, {\displaystyle p_{n}} у n-му.
Мереживне зачеплення можна описати як зачеплення Монтезіноса з цілим числом переплетень.

## Деякі базові результати
Мереживне зачеплення {\displaystyle (p_{1},p_{2},\dots ,p_{n})} є вузлом тоді і тільки тоді, коли і {\displaystyle n}, і всі {\displaystyle p_{i}} є непарними або рівно одне з чисел {\displaystyle p_{i}} парне.
Мереживне зачеплення {\displaystyle (p_{1},\,p_{2},\dots ,\,p_{n})} є розвідним, якщо щонайменше два {\displaystyle p_{i}} рівні нулю. Однак обернене твердження хибне.
Мереживне зачеплення {\displaystyle (-p_{1},-p_{2},\dots ,-p_{n})} є відбиттям мереживного зачеплення {\displaystyle (p_{1},\,p_{2},\dots ,\,p_{n})}.
Мереживне зачеплення {\displaystyle (p_{1},\,p_{2},\dots ,\,p_{n})} еквівалентне (тобто гомотопічно еквівалентне на S3) мереживному зачепленню {\displaystyle (p_{2},\,p_{3},\dots ,\,p_{n},\,p_{1})}. Тоді, також, мереживне зачеплення {\displaystyle (p_{1},\,p_{2},\dots ,\,p_{n})} еквівалентне мереживному зачепленню {\displaystyle (p_{k},\,p_{k+1},\dots ,\,p_{n},\,p_{1},\,p_{2},\dots ,\,p_{k-1})}.
Мереживне зачеплення {\displaystyle (p_{1},\,p_{2},\,\dots ,\,p_{n})} еквівалентне мереживному зачепленню {\displaystyle (p_{n},\,p_{n-1},\dots ,\,p_{2},\,p_{1})}. Однак якщо орієнтувати зачеплення в канонічному вигляді, ці два зачеплення мають протилежну орієнтацію.

## Приклади

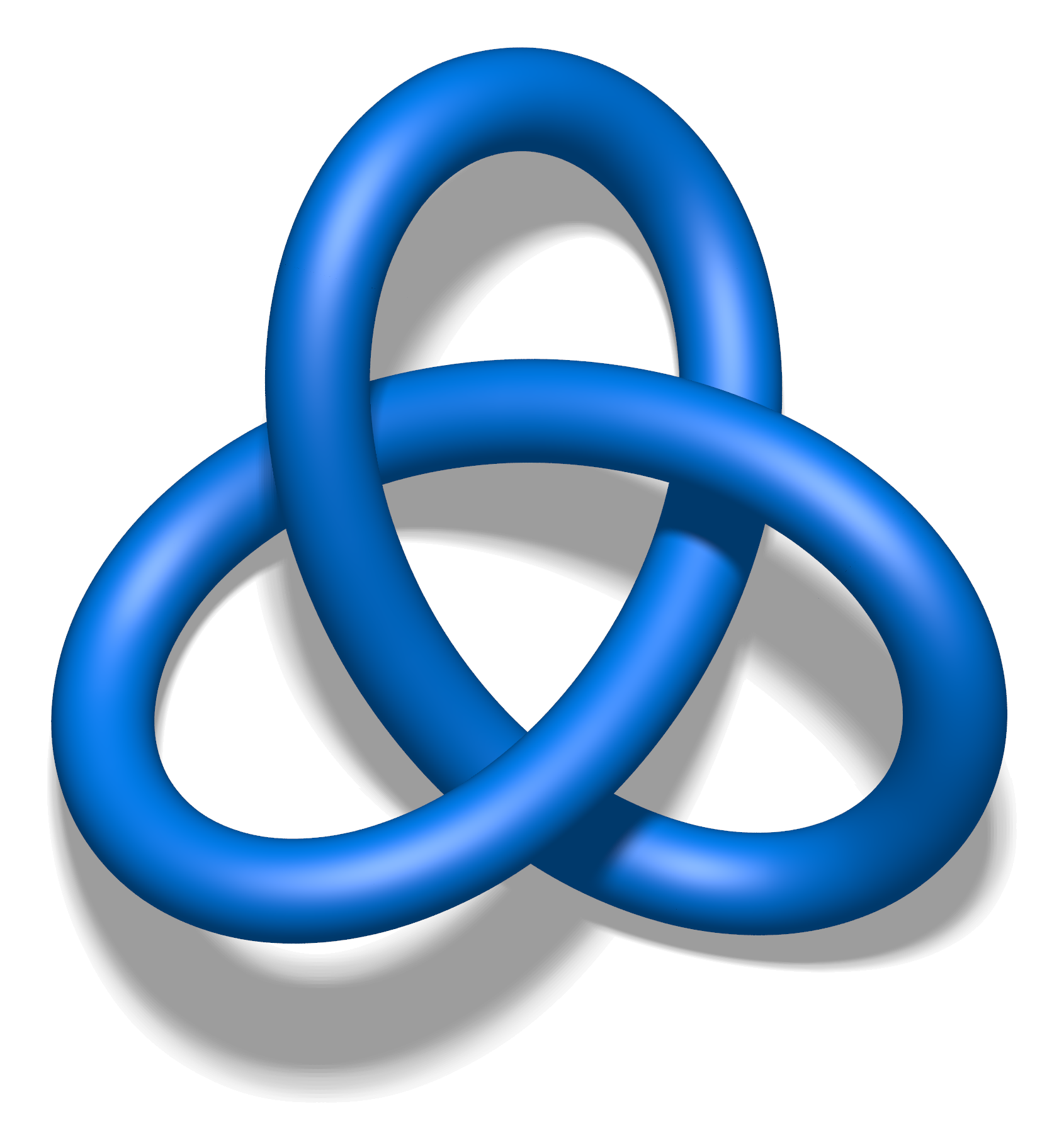
Трилисник

Мереживний вузол (1, 1, 1) — це (правобічний) трилисник, а вузол (-1, -1, -1) є його дзеркальним відбиттям.

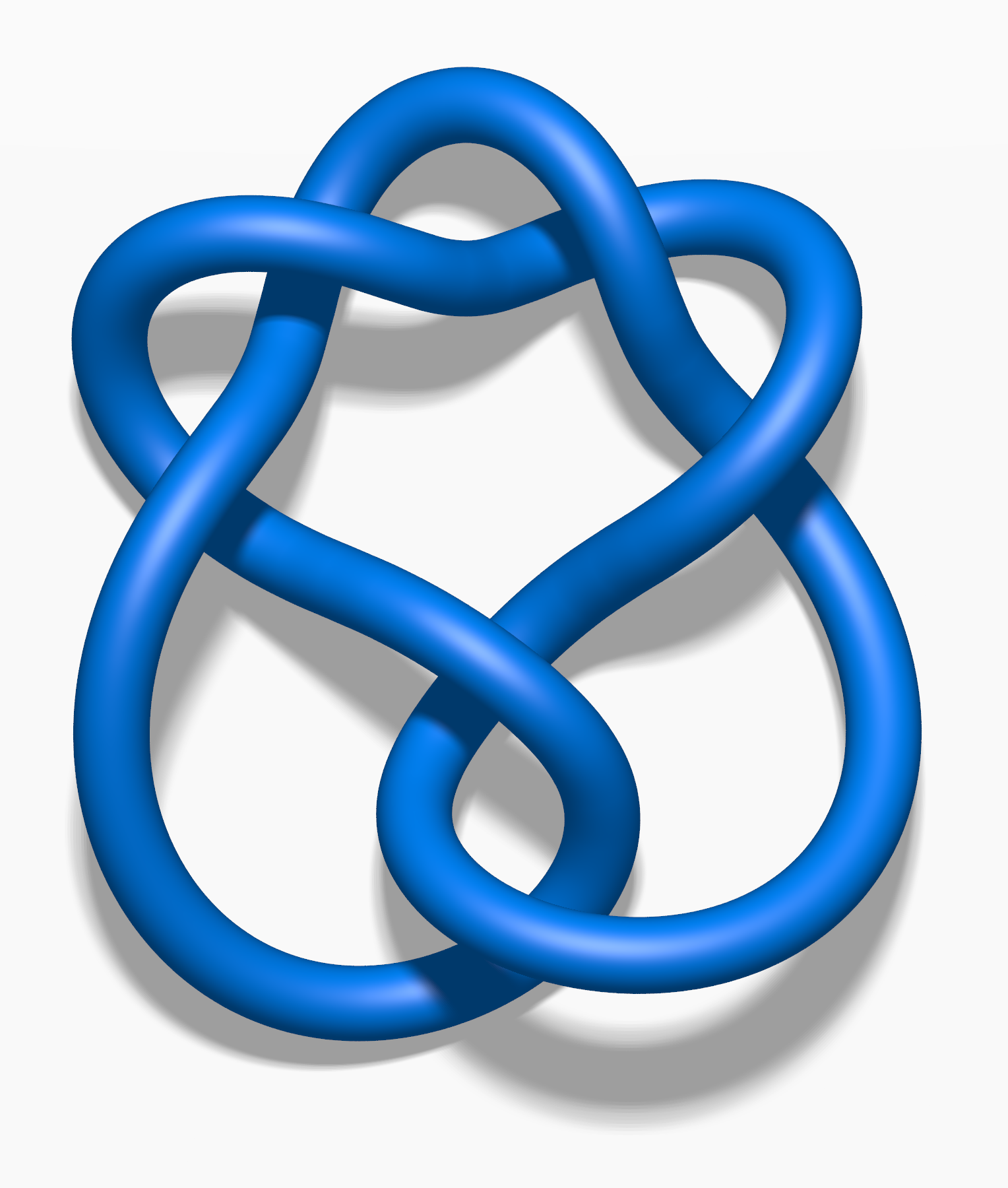
Стивідорний
вузол

Мереживний вузол (5, -1, -1) — це стивідорний вузол (61).
Якщо p, q і r є різними непарними числами, більшими від 1, то мереживний вузол (p, q, r) є необоротним.
Мереживне зачеплення (2p, 2q, 2r) — це зачеплення, утворене трьома пов'язаними тривіальними вузлами.
Мереживний вузол (-3, 0, -3) (прямий вузол) є зв'язною сумою двох трилисників.
Мереживне зачеплення (0, q, 0) — це розвідне зачеплення тривіального вузла з іншим вузлом.

### Зачеплення Монтесіноса

Зачеплення Монтесіноса. У цьому прикладі, і.

Зачеплення Монтесіноса — це особливий вид зачеплення, що узагальнює мереживні зачеплення (мереживне зачеплення можна вважати зачепленням Монтесіноса з цілими переплетеннями). Зачеплення Монтесіноса, що є також вузлом (тобто, зачепленням з однією компонентою), є вузлом Монтесіноса.
Зачеплення Монтесіноса складається з декількох раціональних сплетень. Одним з позначень зачеплення Монтесіноса є {\displaystyle K(e;\alpha _{1}/\beta _{1},\alpha _{2}/\beta _{2},\ldots ,\alpha _{n}/\beta _{n})} .
В цих позначеннях {\displaystyle e} і всі {\displaystyle \alpha _{i}} і {\displaystyle \beta _{i}} є цілими числами. Зачеплення Монтесіноса, задане таким позначенням, складається з суми раціональних сплетень, заданих цілим числом {\displaystyle e}, і раціональних сплетень {\displaystyle \alpha _{1}/\beta _{1},\alpha _{2}/\beta _{2},\ldots ,\alpha _{n}/\beta _{n}}

## Використання

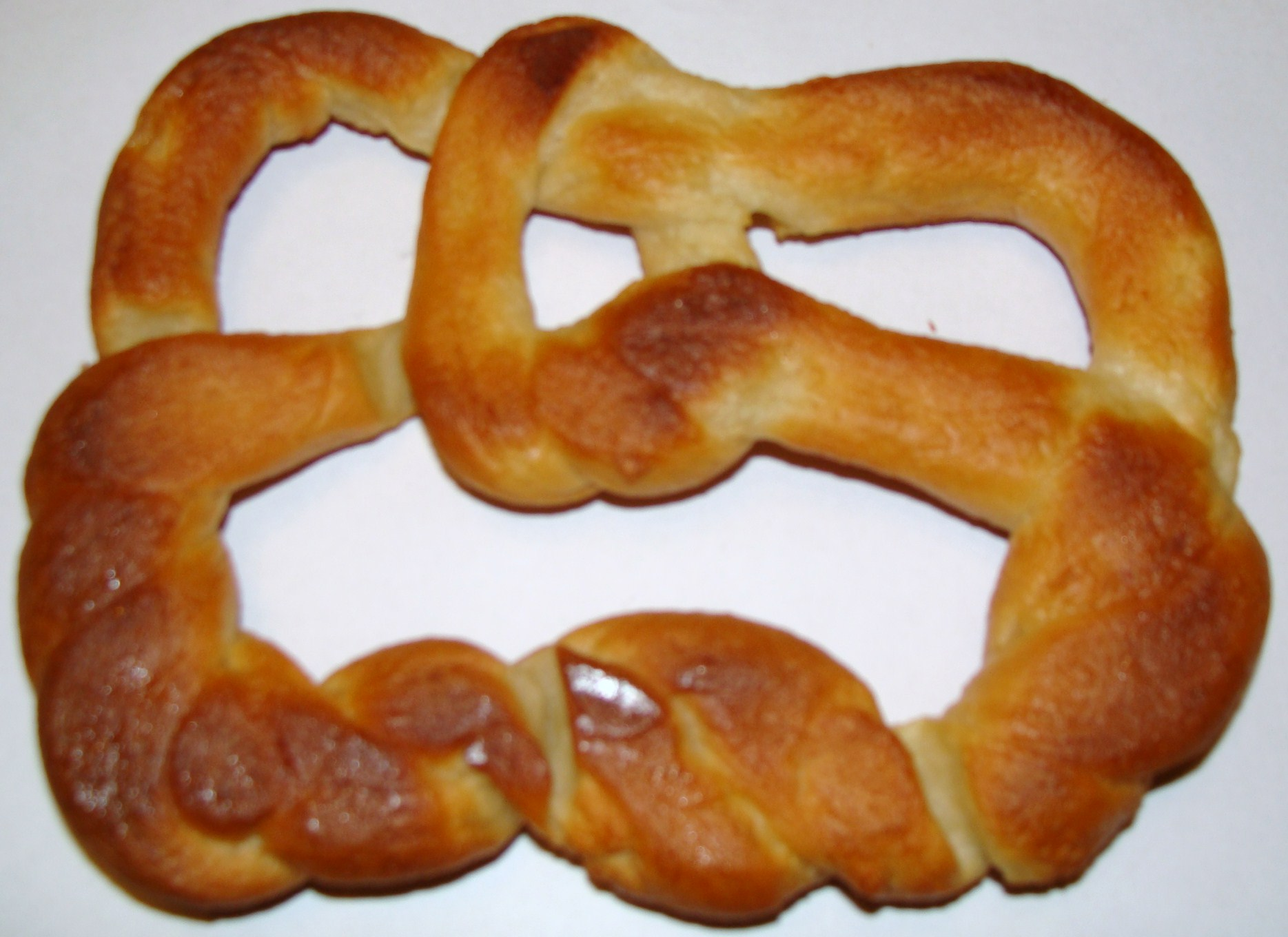
Їстівний мереживний вузол (-2,3,7)

Мереживні зачеплення (-2, 3, 2n + 1) особливо корисні для вивчення 3-многовидів. Зокрема, для цих многовидів багато результатів встановлено на основі хірургії Дена на мереживному вузлі (−2,3,7).
Гіперболічний об'єм доповнення мереживного зачеплення (−2,3,8) дорівнює збільшеній в 4 рази сталій Каталана, приблизно 3,66. Це мереживне зачеплення є одним з двох гіперболічних многовидів з двома каспами з мінімальними можливими об'ємами, другий многовид є доповненням зачеплення Вайтгеда2010.